# Летонија на Европском првенству у атлетици у дворани 2013.
Летонија је учествовала на 32. Европском првенству у дворани 2013 одржаном у Гетеборгу, Шведска, од 28. фебруара до 3. марта. Ово је било једанаесто европско првенство у дворани од 1992. године од када је Летонија први пут учествовала. Репрезентацију Летоније представљало је 8 такмичара (4 мушкараца и 4 жене) који су се такмичили у 9 дисциплине (4 мушке и 5 женских).
На овом првенству Летонија није освојила ниједну медаљу. Оборен је један национални и два лична рекорда и остварена пет најбоља лична резултата сезоне. У табели успешности према броју и пласману такмичара који су учествовали у финалним такмичењима (првих 8 такмичара) Летонија је са 2 учесника у финалу заузела 27. место са 2 бода.

## Учесници
| Мушкарци: - Renārs Stepiņš — 800 м - Jānis Vanags — Скок увис - Марекс Арентс — Скок мотком - Елвијс Мисанс — Скок удаљ | Жене: - Полина Јелизарова — 1.500 м, 3.000 м - Лаума Грива — Скок удаљ - Санта Матуле — Троскок - Лаура Икаунијеце — Петобој |  |

## Резултати

### Мушкарци
| Атлетичар      | Дисциплина  | Лични рекорд | Квалификације | Квалификације | Полуфинале           | Полуфинале           | Финале                | Финале       | Детаљи |
| Атлетичар      | Дисциплина  | Лични рекорд | Резултат      | Место         | Резултат             | Место                | Резултат              | Место        | Детаљи |
| -------------- | ----------- | ------------ | ------------- | ------------- | -------------------- | -------------------- | --------------------- | ------------ | ------ |
| Renārs Stepiņš | 800 м       | 1:51,37      | 1:53,73       | 5. у гр. 3    | Није се квалификовао | Није се квалификовао | Није се квалификовао  | 24 / 26 (28) |        |
| Jānis Vanags   | Скок увис   | 2,19         | 2,18          | 12. у гр. Б   |                      |                      | Нису се квалификовали | 20 / 26 (27) |        |
| Марекс Арентс  | Скок мотком | 5,60         | 5,50          | 7. у гр. А    | 11 / 23 (25)         |                      | Нису се квалификовали |              |        |
| Елвијс Мисанс  | Скок удаљ   | 8,00         | 7,92 кв, ЛРС  | 3. у гр. А    | 7,68                 | 8 / 25               |                       |              |        |

### Жене
| Атлетичарка       | Дисциплина | Лични рекорд | Квалификације | Квалификације | Полуфинале            | Полуфинале   | Финале                | Финале  | Детаљи |
| Атлетичарка       | Дисциплина | Лични рекорд | Резултат      | Место         | Резултат              | Место        | Резултат              | Место   | Детаљи |
| ----------------- | ---------- | ------------ | ------------- | ------------- | --------------------- | ------------ | --------------------- | ------- | ------ |
| Полина Јелизарова | 1.500 м    | 4:17,07      | 4:15,10 НР    | 5. у гр. 1    |                       |              | Није се квалификовала | 12 / 20 |        |
| Полина Јелизарова | 3.000 м    | 8:56,06      | 9:05,96 кв    | 5. у гр. 1    | 9:09,86               | 8 / 17 (18)  |                       |         |        |
| Лаума Грива       | Скок удаљ  | 6,53         | 6,34          | 13.           | Нису се квалификовале | 13 / 19      |                       |         |        |
| Санта Матуле      | Троскок    | 13,28        | 13,33 ЛР      | 17.           | Нису се квалификовале | 17 / 19 (21) |                       |         |        |

#### Петобој
| Дисциплина   | Лаура Икаунијеце | Лаура Икаунијеце | Лаура Икаунијеце | Лаура Икаунијеце | Лаура Икаунијеце | Лаура Икаунијеце |
| Дисциплина   | Лич. рек.        | Резултат         | Бод.             | Плас.            | Укупно           | Плас.            |
| ------------ | ---------------- | ---------------- | ---------------- | ---------------- | ---------------- | ---------------- |
| 60 м препоне | 8,38             | 8,67 ЛРС         | 980              | 13               |                  |                  |
| Скок увис    | 1,85             | 1,75 ЛРС         | 916              | 9                | 1.896            | 12.              |
| Бацање кугле |                  | 11,91 ЛР         | 655              | 15               | 2.551            | 15.              |
| Скок удаљ    | 6,19             | 5,92 ЛРС         | 825              | 12               | 3.376            | 12.              |
| 800 м        | 2:16,30          | 2:18,24 ЛРС      | 848              | 5                |                  |                  |
| Петобој      | 4.496            |                  |                  |                  | 4.224            | 10 / 13 (15)     |